# John Carmel Heenan
John Carmel Heenan, angleški rimskokatoliški duhovnik, škof in kardinal, * 26. januar 1905, Ilford, † 7. november 1975.

## Življenjepis
6. julija 1930 je prejel duhovniško posvečenje.
27. januarja 1951 je bil imenovan za škofa Leedsa; 12. marca istega leta je prejel škofovsko posvečenje.
2. maja 1957 je postal nadškof Liverpoola in 2. septembra 1963 nadškof Westminstra (London).
22. februarja 1965 je bil povzdignjen v kardinala in imenovan za kardinal-duhovnika S. Silvestro in Capite.